# Perregrinus deformis
Perregrinus deformis là một loài nhện trong họ Linyphiidae.
Loài này thuộc chi Perregrinus. Perregrinus deformis được Andrei V. Tanasevitch miêu tả năm 1982.